# ウェデヒ家の一員の肖像、おそらくヘルマン・ウェデヒ
『ウェデヒ家の一員の肖像、おそらくヘルマン・ウェデヒ』（ウェデヒけのいちいんのしょようぞう、おそらくヘルマン・ウェデヒ、独: Porträt eines Mitgliedes der Familie Wedigh, wahrscheinlich Hermann Wedigh、英: Hermann von Wedigh III）は、ドイツ・ルネサンス期の画家ハンス・ホルバイン (子) がオーク板上に油彩で制作した肖像画である。モデルの人物は、ケルンのウェデヒ家の一員であったヘルマン・フォン・ウェデヒ3世だと考えられている。作品は、1940年にエドワード・S・ハークネス (Edward S. Harkness) から遺贈されて以来、ニューヨークのメトロポリタン美術館に所蔵されている。

## 作品
[[File:Hans Holbein - Hermann von Wedigh III (died 1560), Detail.png|thumb|right|『ウェデヒ家の一員の肖像、おそらくヘルマン・ウェデヒ』の指輪の部分]]

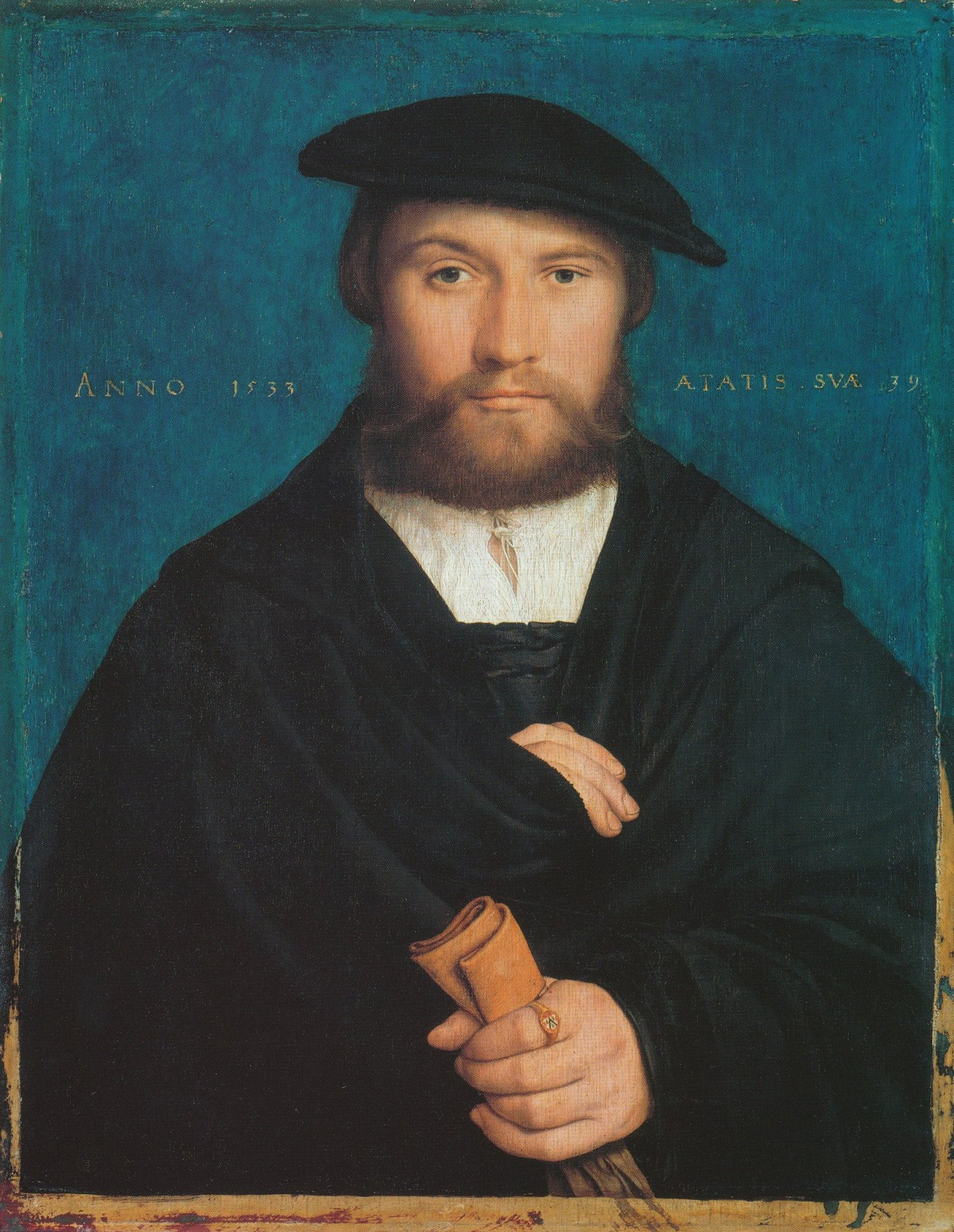
『ヘルマン・ヒレブラント・デ・ウェデヒの肖像』 (1533年)、絵画館 (ベルリン)

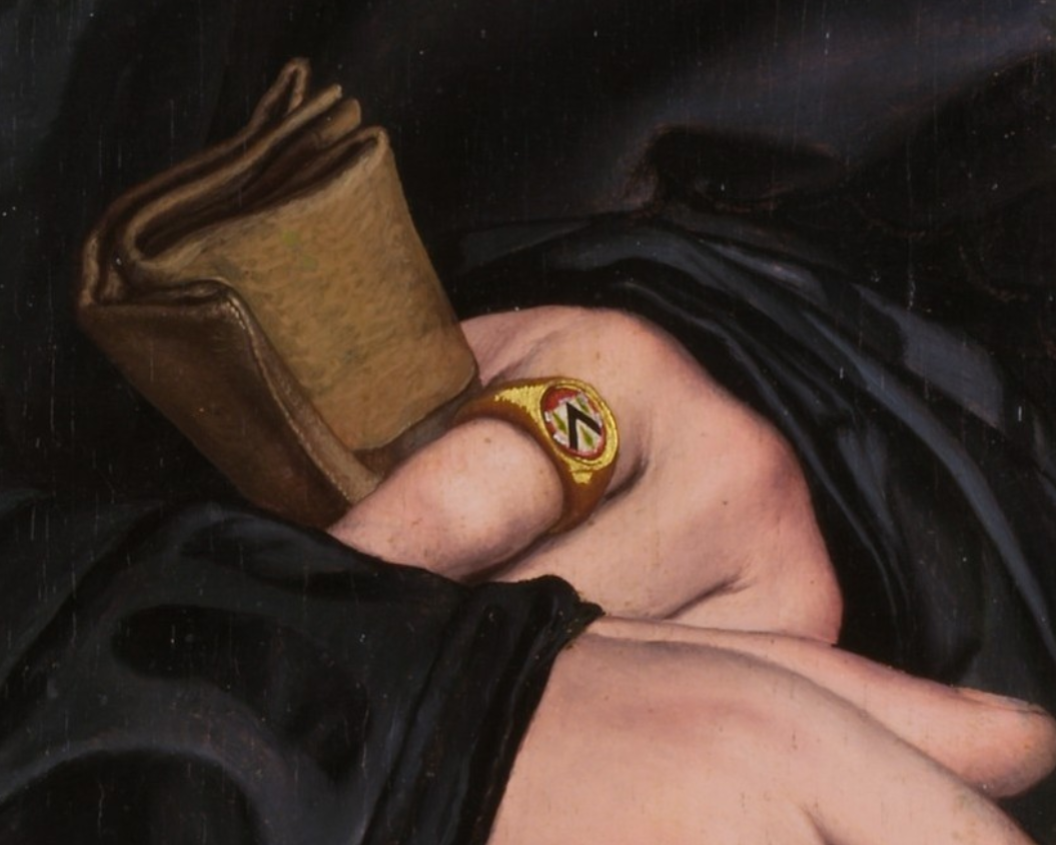
small|『ウェデヒ家の一員の肖像、おそらくヘルマン・ウェデヒ』の指輪の部分

1530年代に、ホルバインは、ロンドンのスティールヤードに拠点を置いていたハンザ同盟の富裕な商人の肖像を描くよう依頼された。画家は、スティールヤードの8人の商人の肖像を描くことになった。これらの肖像の人物は、1532年に描かれたグダンスク (当時のドイツ語名はダンツィヒ)  の『ゲオルク・ギーゼ』(ベルリン絵画館)、アントウェルペンのハンス 、 ヘルマン・ウェディヒ (Hermann Wedigh) 、1533年に描かれたケルンのヒレブラント・ウェデヒ (Hillebrant Wedigh) 、ウェデヒ家の不明の人物、ドゥイスブルクのディルク・ ティビス (Dirk Tybis) 、ツィリアクス・カーレ (Cyriacus Kale) 、デリク・ボルン (Dirk Born) 、1536年に描かれたデリク・ベルク (Derick Berck) である。
本作のモデルは、ケルンのウェデヒ家の紋章 (3枚の柳の葉のある山形の紋章) が刻まれている指輪をしているため、上記の8人のうちの1人であるヘルマン・ウェデヒであると考えられている。画面下部左側にある小さな祈祷書に挟まれている紙には、プブリウス・テレンティウス・アフェルが執筆した古代ローマ時代の喜劇『アンドロス島の女』からの引用である「真実は憎悪を生む」の言葉が書かれている。この言葉は、祈祷書の内容に言及しているだけでなく、モデルの人物の個人的な信条であったのかもしれない。
彼の右目は左目より大きく、右の眉毛は高い位置にあるが、そのことはウェデヒ家の紋章のある指輪をしていることともに、ベルリン絵画館蔵の『ヘルマン・ヒレブラント・デ・ウェデヒの肖像』と共通している。おそらく、鑑賞者に2人の男性の類似性を凝視させようとして、あるいは同じ家族的特徴を強調しようとさえして、ホルバインはそれぞれの人物の右目の大きさを強調している。
なお、2人の男性が着けている指輪にある紋章は、神聖ローマ皇帝マクシミリアン1世が1503年7月18日にハインリヒ・フォン・ウェデヒという名のラインラント人に与えたものである。1480年以降、ウェデヒ家の何人かの人物がスティールヤードで商人として働いていた。